# آگوستین دیاس یانس
آگوستین دیاس یانس (اسپانیایی: Agustín Díaz Yanes‎؛ زادهٔ ۹ سپتامبر ۱۹۵۰) یک کارگردان و فیلم‌نامه‌نویس اهل اسپانیا است.
از فیلم‌ها یا مجموعه‌های تلویزیونی که وی در آن‌ها نقش داشته است می‌توان به هیچ‌کس پس از مرگمان از ما یاد نخواهد کرد (۱۹۹۵) اشاره نمود.
او در سال ۱۹۹۵ میلادی برندهٔ جایزه گویا و جایزه حلقه نویسندگان سینمایی شد.